# Мельница Фабера
Ме́льница Фабе́ра (фр. Moulin Faber) — водяная мельница в коммуне Отон (Бельгия), местная достопримечательность.
Была построена в 1729 году. Её последним владельцем являлся некто Люсьен Фабер, в честь которого она и была названа; с 1989 года сооружение перешло в собственность коммуны Отон. Мельница работает и в настоящее время, но только для ознакомления туристами во время экскурсий.
Мельница Фабера использует гидроэнергию из реки Урт. Имеется два колеса: железное и деревянное (диаметрами 1,5 и 1,8 м соответственно), и четыре уровня для жерновов, сита, аппаратного помещения и зернохранилища. Механизм мельницы позволяет производить муку различного качества. Сама мельница построена из известняка.
С 1948 года входит в перечень Королевской комиссии Бельгии по охране памятников и исторических мест.